# Indian Juniors 2014
Das Indian Juniors 2014 als bedeutendstes internationales Nachwuchsturnier von Indien im Badminton fand unter dem vollständigen Titel Sushant Chipalkatti Memorial India Junior International Badminton Championships 2014 vom 4. bis zum 7. September 2014 in Pune statt.

## Sieger und Platzierte
| Disziplin    | Gold                         | Silber                                        | Bronze                              |
| ------------ | ---------------------------- | --------------------------------------------- | ----------------------------------- |
| Herreneinzel | Kaushal Dharmamer            | Rahul Yadav Chittaboina                       | Kanishq Mishra                      |
| Herreneinzel | Kaushal Dharmamer            | Rahul Yadav Chittaboina                       | Ansal Yadav                         |
| Dameneinzel  | Ruthvika Shivani             | Reshma Karthik                                | Shreyanshi Pardeshi                 |
| Dameneinzel  | Ruthvika Shivani             | Reshma Karthik                                | M. Tanishq                          |
| Herrendoppel | M. R. Arjun Chirag Shetty    | Krishna Prasad Garaga Satwiksairaj Rankireddy | Rohan Kapoor Saurabh Sharma         |
| Herrendoppel | M. R. Arjun Chirag Shetty    | Krishna Prasad Garaga Satwiksairaj Rankireddy | V. Gangadhara Rao Vighnesh Devlekar |
| Damendoppel  | Harika Veludurthi Kuhoo Garg | Ahillya Harjani Ashna Roy                     | Riya Mookerjee D. Sudha Kalyani     |
| Damendoppel  | Harika Veludurthi Kuhoo Garg | Ahillya Harjani Ashna Roy                     | M. Archana P. Sonika Sai            |
| Mixed        | M. R. Arjun Kuhoo Garg       | Chirag Shetty K. P. Sruthi                    | K. P. Chaitanya M. Archana          |
| Mixed        | M. R. Arjun Kuhoo Garg       | Chirag Shetty K. P. Sruthi                    | Sanidhya Bandooni D. Sudha Kalyani  |